# لعبة فيديو جماعية

ألعاب الفيديو الجماعية (بالإنجليزية: Multiplayer video games)‏ هي كل الألعاب التي يمكن فيها أن يلعب أكثر من شخص واحد في نفس بيئة اللعبة وفي نفس الوقت. مكونات اللعب الجماعي تسمح للاعبين بالاستمتاع بالتفاعل مع غيرهم من الأفراد، سواء كان ذلك في شكل منافسة، شراكة، أو تسابق، وتوفر لهم نوعًا من التواصل الاجتماعي الذي هو تقريبًا في مفقود في الألعاب ذات طور اللعب الفردي. في أنواع مختلفة من ألعاب الفيديو الجماعية، يمكن لللاعبين بالتنافس بشكل فردي ضد اثنين أو أكثر من المتسابقين البشر، والعمل بالتعاون مع شريك أو شركاء بشر من أجل تحقيق هدف مشترك، الإشراف على أنشطة لاعبين آخرين، أو الانخراط في نوع لعبة تتضمن أي تركيبة ممكنة من أعلاه.

## أنواع ألعاب الفيديو الجماعية
تنقسم ألعاب الفيديو الجماعية إلى قسمين:

### ألعاب تحتاج إلى إتصال بالإنترنت
الألعاب التي تحتاج الإتصال بالإنترنت عادة ما تكون أفضل من حيث الجودة والمميزات، فهي تحضى بتطويرات في كل مرة خاصة وأنها تحضى بشعبية أكثر من الألعاب الأخرى، تتميز ألعاب أون لاين بالعدد الكبير من اللاعبين الذين يلعبون فيها. وبميزة اللعب ضد أشخاص من جميع بقاع العالم والتواصل أثناء اللعب.
من ألعاب الفيديو التي تعمل بالأنترنت نجد: تانكي أون لاين، دوفيس.

### ألعاب لا تحتاج إتصال بالإنترنت
ألعاب الفيديو الجماعية التي لا تحتاج الإتصال بالإنترنت تكون مثبتة على جهاز كمبيوتر الخاص بك أو أي جهاز ألعاب آخر. وتعمل في غالبها على ربط الجهاز بمدخلين (عصا تحكم) أو تقسيم لوحة المفاتيح لقسمين.
و من ألعاب الفيديو التي تعمل بدون إنترنت نجد: كاونتر سترايك، فيفا.

## طريقة لعب غير متماثلة
تعدد اللاعبين غير المتماثل أو المتكافئ هو نوع من اللعب يمكن للاعبين من خلاله أن يكون لديهم أدوار أو قدرات مختلفة بشكل كبير عن بعضهم البعض - بما يكفي لتوفير تجربة مختلفة بشكل كبير للعبة. في الألعاب ذات عدم التماثل الخفيف، يشترك اللاعبون في بعض الآليات الأساسية نفسها (مثل الحركة والموت)، لكن لديهم أدوارًا مختلفة في اللعبة؛ هذه ميزة شائعة لنوع ساحة معركة متعددة اللاعبين عبر الإنترنت أو موبا (MOBA) مثلليغ أوف ليجيندز ودوتا 2، وفي ألعاب تصويب الأبطال مثل أوفرواتش وأبيكس ليجندز. في الألعاب التي تحتوي على عناصر أقوى من عدم التماثل، قد يتمتع لاعب/فريق واحد بتجربة لعب واحدة (أو يلعب أدوارًا غير متكافئة بهدوء) بينما يلعب اللاعب أو الفريق الآخر بطريقة مختلفة تمامًا، بآليات مختلفة، ونوع مختلف من الأهداف، أو كلاهما. من أمثلة الألعاب ذات عدم التماثل القوي: ديد باي دايلايت، إيفولف، ولفت 4 ديد.